# انجمن بین‌المللی فیزیک ریاضی
انجمن بین‌المللی فیزیک ریاضی(به انگلیسی: International Association of Mathematical Physics) که به اختصار (IAMP) نامیده می‌شود برای تقویت فیزیک ریاضی ایجاد شده است. این سازمان در سال ۱۹۷۶ ایجاد شد و از سال ۱۹۹۷ مسئول دادن جایزه جایزه آنری پوانکاره است.